# Herminia
Herminia là một chi bướm đêm thuộc họ Erebidae. It was treated as a đồng nghĩa của Polypogon for some time.

## Các loài
- Herminia grisealis - Small Fan-Foot Denis & Schiffermüller, 1775
- Herminia tarsicrinalis - Shaded Fan-Foot Knoch, 1782
- Herminia tarsipennalis - Fan-Foot Treitschke, 1835
- Herminia tenuialis Rebel, 1899